# Hippocampus breviceps
Hippocampus breviceps is een  straalvinnige vissensoort uit de familie van zeenaalden en zeepaardjes (Syngnathidae). De wetenschappelijke naam van de soort is voor het eerst geldig gepubliceerd in 1869 door Peters.
Dit zeepaardje komt voornamelijk voor aan de westkust van Australië (land), langs de kust van New South Wales en Queensland, en aan de gehele zuidkust van Australië. Deze soort is voornamelijk bruin en heeft, met gekrulde staart, een lengte van 4 cm.
De soort staat op de Rode Lijst van de IUCN als Niet bedreigd, beoordelingsjaar 2017.